# Nymphia Wind
Nymphia Wind, född 23 juli 1995 i Los Angeles i Kalifornien, artistnamn för Leo Tsao (kinesiska: 曹米駬) är en taiwanesisk-amerikansk dragqueen och modeskapare. År 2024 kröntes hon till vinnare av den 16e säsongen av RuPauls dragrace, och blev därmed den första personen av östasiatiskt ursprung att vinna en säsong av den amerikanska versionen, samt den andra personen med asiatiskt ursprung att vinna efter Raja Gemini.

## Karriär
Nymphia Wind utvecklade ett intresse för mode och drag under sina studier vid ett universitet i London, inspirerad av kvinnliga K-pop-grupper.  År 2018 började hon uppträtt som dragartist i Taipei i Taiwan, och flyttade till Brooklyn i slutet av 2022.  Hon kallar sig själv "Bananbudda" och sina fans för "banana believers". Nymphias signaturfärg är gult, och hennes framträdanden innehåller ofta bananer och inslag av taiwanesisk kultur. År 2024 vann Nymphia Wind den sextonde säsongen av RuPaul's Drag Race. Utöver drag är Leo en modeskapare med kandidatexamen från University for the Creative Arts i Rochester, England.

## Filmografi

### Tv
| År   | Tv-program                   | Anmärkning         | Ref.   |
| ---- | ---------------------------- | ------------------ | ------ |
| 2020 | Guess Who: My Bestie Mom     |                    | [ 10 ] |
| 2021 | Leo & Nymphia                | Dokumentär         |        |
| 2024 | RuPauls dragdace (säsong 16) | Deltagare, Vinnare | [ 8 ]  |
| 2024 | RuPauls dragrace: Untucked   | Deltagare          | [ 8 ]  |

## Refereser
1. ↑  ”Drag Race S16 Queens on What Inspires Their Drag” (på engelska) (video). GLAAD. sid. 8:17-8:30 i videoklippet. https://www.youtube.com/watch?v=BGcgqHpn4pU. Läst 8 juni 2025.
2. 1 2  ”Nymphia Wind Shares Her Thoughts on Taiwan’s Rising Drag Scene” (på engelska). https://taiwan-scene.com/2019/11/15/nymphia-wind-shares-her-thoughts-on-taiwans-rising-drag-scene/.
3. 1 2  ”INTERVIEW/Nymphia Wind blows into RuPaul's Drag Race as the First Taiwanese Queen”. https://focustaiwan.tw/culture/202312220014.
4. ↑  ”On Point With: Nymphia Wind” (på engelska). https://thotyssey.com/2023/03/02/on-point-with-nymphia-wind/.
5. 1 2  ”《飛啊～妮妃雅》 蕉后掰掰演出募款” (på kinesiska). https://www.flyingv.cc/projects/32025?lang=zh_TW.
6. ↑  ”1st Taiwanese drag queen to appear on RuPaul's Drag Race” (på engelska). 12 december 2023. https://www.taiwannews.com.tw/news/5057851. Läst 8 juni 2025.
7. ↑  ”Meet the Queens of 'RuPaul's Drag Race' Season 16” (på engelska). https://www.out.com/gay-tv-shows/drag-race-season-16-queens#rebelltitem8.
8. 1 2 3  ”RuPaul's Drag Race season 16 cast revealed: Meet the 14 new queens” (på engelska). 3 december 2023. https://ew.com/rupauls-drag-race-season-16-cast-revealed-8407797.
9. ↑  ”These photographs lift the lid on Taipei’s growing, energetic drag scene”. https://www.dazeddigital.com/art-photography/article/44349/1/banana-magazine-photographs-lift-the-lid-on-taipeis-growing-energetic-drag-scene.
10. ↑  ”Guess Who: My Bestie Mom” (på engelska). 24 januari 2022. https://www.taiwanplus.com/shows/lifestyle/guess-who/80000913/guess-who-my-bestie-mom.